# Tournament Players Championship de 1982
O Tournament Players Championship de 1982 foi a nona edição do Tournament Players Championship, realizada entre os dias 18 e 21 de maio no PC Sawgrass de Ponte Vedra Beach, sudeste de Jacksonville, na Flórida, Estados Unidos. Jerry Pate foi o campeão, com 280 tacadas, 8 abaixo do par.

## Local do evento
Este foi o primeiro Tournament Players Championship realizado no campo do Estádio TPC Sawgrass, em Ponte Vedra Beach, Flórida, medindo 6 877 jardas (6 270 metros).

## Campeões de edições anteriores

### Fizeram o corte
| Golfista      | País           | Ano vencedor | R1 | R2 | R3 | R4 | Total | Par | Conclusão |
| ------------- | -------------- | ------------ | -- | -- | -- | -- | ----- | --- | --------- |
| Raymond Floyd | Estados Unidos | 1981         | 78 | 70 | 71 | 72 | 291   | +3  | T22       |
| Mark Hayes    | Estados Unidos | 1977         | 71 | 76 | 81 | 80 | 308   | +20 | 80        |

Fonte:

### Perderam o corte
| Golfista      | País           | Ano(s) vencedor(es) | R1 | R2 | Total | Par |
| ------------- | -------------- | ------------------- | -- | -- | ----- | --- |
| Lanny Wadkins | Estados Unidos | 1979                | 74 | 76 | 150   | +6  |
| Jack Nicklaus | Estados Unidos | 1974, 1976, 1978    | 73 | 78 | 151   | +7  |
| Lee Trevino   | Estados Unidos | 1980                | 82 | DQ |       |     |

## Resumo das rodadas

### Primeira rodada
Quinta-feira, 18 de março de 1982
| Posição | Golfista       | País           | Resultado | Par |
| ------- | -------------- | -------------- | --------- | --- |
| T1      | George Burns   | Estados Unidos | 67        | −5  |
| T1      | Lyn Lott       | Estados Unidos | 67        | −5  |
| T1      | Larry Nelson   | Estados Unidos | 67        | −5  |
| T4      | Vance Heafner  | Estados Unidos | 68        | −4  |
| T4      | Skeeter Heath  | Estados Unidos | 68        | −4  |
| T4      | Pat Lindsey    | Estados Unidos | 68        | −4  |
| T4      | Scott Simpson  | Estados Unidos | 68        | −4  |
| T4      | Ed Sneed       | Estados Unidos | 68        | −4  |
| T9      | George Archer  | Estados Unidos | 69        | −3  |
| T9      | Bob Eastwood   | Estados Unidos | 69        | −3  |
| T9      | Bruce Fleisher | Estados Unidos | 69        | −3  |
| T9      | Gibby Gilbert  | Estados Unidos | 69        | −3  |
| T9      | Don January    | Estados Unidos | 69        | −3  |
| T9      | Bruce Lietzke  | Estados Unidos | 69        | −3  |
| T9      | Roger Maltbie  | Estados Unidos | 69        | −3  |
| T9      | Jim Simons     | Estados Unidos | 69        | −3  |
| T9      | Jim Thorpe     | Estados Unidos | 69        | −3  |

Fonte:

### Segunda rodada
Sexta-feira, 19 de março de 1982

Sábado, 20 de março de 1982
| Posição | Golfista      | País           | Resultado | Par |
| ------- | ------------- | -------------- | --------- | --- |
| T1      | Vance Heafner | Estados Unidos | 68-70=138 | −6  |
| T1      | Hale Irwin    | Estados Unidos | 70-68=138 | −6  |
| T1      | Lyn Lott      | Estados Unidos | 67-71=138 | −6  |
| T1      | Scott Simpson | Estados Unidos | 68-70=138 | −6  |
| T1      | Tim Simpson   | Estados Unidos | 72-66=138 | −6  |
| T6      | Brad Bryant   | Estados Unidos | 70-69=139 | −5  |
| T6      | Larry Nelson  | Estados Unidos | 67-72=139 | −5  |
| T6      | Ed Sneed      | Estados Unidos | 68-71=139 | −5  |
| T6      | Craig Stadler | Estados Unidos | 71-68=139 | −5  |
| T10     | George Burns  | Estados Unidos | 67-73=140 | −4  |
| T10     | Gibby Gilbert | Estados Unidos | 69-71=140 | −4  |

Fonte:

### Terceira rodada
Sábado, 20 de março de 1982
| Posição | Golfista         | País           | Resultado    | Par |
| ------- | ---------------- | -------------- | ------------ | --- |
| T1      | Brad Bryant      | Estados Unidos | 70-69-71=210 | −6  |
| T1      | Bruce Lietzke    | Estados Unidos | 69-72-69=210 | −6  |
| T3      | Vance Heafner    | Estados Unidos | 68-70-73=210 | −5  |
| T3      | Scott Simpson    | Estados Unidos | 68-70-73=211 | −5  |
| 5       | George Archer    | Estados Unidos | 69-73-70=212 | −4  |
| T6      | Hale Irwin       | Estados Unidos | 70-68-75=213 | −3  |
| T6      | Jerry Pate       | Estados Unidos | 70-73-70=213 | −3  |
| T6      | Tim Simpson      | Estados Unidos | 72-66-75=213 | −3  |
| T6      | Ed Sneed         | Estados Unidos | 68-71-74=213 | −3  |
| T10     | Seve Ballesteros | Espanha        | 73-72-69=214 | −2  |
| T10     | Gibby Gilbert    | Estados Unidos | 69-71-74=214 | −2  |
| T10     | Scott Hoch       | Estados Unidos | 72-70-72=214 | −2  |
| T10     | Don January      | Estados Unidos | 69-73-72=214 | −2  |
| T10     | Roger Maltbie    | Estados Unidos | 69-72-73=214 | −2  |
| T10     | Craig Stadler    | Estados Unidos | 71-68-75=214 | −2  |
| T10     | Tom Watson       | Estados Unidos | 70-76-68=214 | −2  |

Fonte:

### Rodada final
Domingo, 21 de março de 1982
| Posição | Golfista         | País           | Resultado       | Par | Prêmio ($) |
| ------- | ---------------- | -------------- | --------------- | --- | ---------- |
| 1       | Jerry Pate       | Estados Unidos | 70-73-70-67=280 | −8  | 90 000     |
| T2      | Brad Bryant      | Estados Unidos | 70-69-71-72=282 | −6  | 44 000     |
| T2      | Scott Simpson    | Estados Unidos | 68-70-73-71=282 | −6  | 44 000     |
| 4       | Bruce Lietzke    | Estados Unidos | 69-72-69-73=283 | −5  | 24,000     |
| 5       | Roger Maltbie    | Estados Unidos | 69-72-73-70=284 | −4  | 20 000     |
| T6      | Seve Ballesteros | Espanha        | 73-72-69-72=286 | −2  | 16,187     |
| T6      | Hubert Green     | Estados Unidos | 73-75-70-68=286 | −2  | 16,187     |
| T6      | Craig Stadler    | Estados Unidos | 71-68-75-72=286 | −2  | 16,187     |
| T6      | Tom Watson       | Estados Unidos | 70-76-68-72=286 | −2  | 16,187     |
| T10     | Jim Booros       | Estados Unidos | 73-72-71-71=287 | −1  | 12 500     |
| T10     | Larry Nelson     | Estados Unidos | 67-72-77-71=287 | −1  | 12 500     |
| T10     | Ed Sneed         | Estados Unidos | 68-71-74-74=287 | −1  | 12 500     |

Fonte: